# 井村昂
井村 昂（いむら こう、1947年2月16日 - ）は、日本の俳優、舞台監督、脚本家、演出家。愛知県出身。

## 出演作品

### 舞台

#### 未連隊
- 牡丹灯篭 人しれずほほ笑まん

#### 少年王者館
- コンデンス（2001年）
- それいゆ（2003年）-しょうたろう
- こくう物語（2004年）-ヘイキチ
- イキル（2006年）
- シフォン（2007年）-キクチ
- ガラパゴス（2010年）
- 超コンデンス（2011年）
- 累（2012年）
- ミナレット（2013年）
- 永遠の休憩（2015年）
- ICHI ZERO ICHI（2019年）

ほか客演多数

#### 流山児★事務所
- SMOKE~LONG VERSION～（2005年）
- 双葉のレッスン（2008年）

#### 横浜未来演劇人シアター
- ハマのメリー伝説 市電うどん（2008年）

#### 横浜夢座
- 野毛 武蔵屋 三杯屋の奇跡（2012年）

#### 東京シェイクスピア・カンパニー
- リヤの三人娘（2013年）
- フォルスタッフ（2015年）

#### 劇団天働虫
- 飛び火（2016年）

#### Tama-project
- ハムレッツ（2017年）

#### ネオゼネレイター・プロジェクト
- Promised Land～遥かなる道の果てへ～（2019年）

#### いいいのいー
- 寿歌（2025年）[1]

### 映画
- 初めての愛
- 妹と油揚（1990年）
- アジアンビート、アイラブニッポン（1991年）
- シュトルム・ウント・ドランクッ（2014年）
- 赤の女王 牛る馬猪ふ（2014年）

### テレビドラマ
- Gメン'75（TBS）
  - 第207話「婦人警官連続射殺事件」（1979年）
  - 第219話「ニューカレドニア 新婚殺人事件」（1979年）−中華料理店店主
  - 第225話「少年野球チーム誘拐」（1979年）
  - 第276話「夜囁く女の骸骨」（1979年）
  - 第278話「エマニエル連続殺人事件」（1980年）
  - 第285話「満月の夜 女の血を吸う男」（1980年）
  - 第304話「プロ野球開幕 ナイター殺人事件」（1980年）−郷田明の同級生
  - 第310話「バスルーム切り裂き魔」（1980年）
  - 第317話「女の裏窓 24時間」（1981年）
  - 第334話 「茶碗にテープを貼る変な泥棒」（1981年）
  - 第336話 「エレベーター連続女性殺人事件」（1981年）
  - 第340話 「闇に囁く連続女性殺人鬼」（1981年）
  - 第343話「'82 オートバイに乗った暗殺者たち」（1982年）
  - 第352話「野良犬コロの殺人」（1982年）−刑事Ｃ（港南署刑事課）
- 素浪人罷り通る（1981～1983年、フジテレビ）
- 新・女捜査官（1983年、朝日放送）
  - 第2話「幕あけは裸の金粉死体で!」-土呂八郎
- 迷犬ルパンは名探偵!?(1985年、テレビ朝日)-岡野
- 新大型時代劇「武蔵坊弁慶」（1986年、NHK）-淀の三郎
  - 第5回「常盤と静」
  - 第6回「愛憎乱舞」
  - 第7回「雁渡る」
  - 第10回「泣きぼくろ」
  - 第11回「源氏揃え」

### テレビアニメ
- タイムボカンシリーズ「タイムパトロール隊オタスケマン」（1980年、フジテレビ）
  - 第19話「酒場の天使ナイチンゲール!?」-アナウンス
  - 第20話「文左衛門の燈油船!?」-船乗

### その他
- 瀬戸大橋博'88三菱未来館「GENNAI」～君が創る四国の未来～（1988年）-平賀源内

## 舞台監督
少年王者館
- くだんの件（2005年）
- 真夜中の弥次さん喜多さん（2013年）

流山児★事務所
- 浮世混浴鼠小僧次郎吉（2007年）

うずめ劇場
- 砂女⇔砂男（2014年）

なまず（2013年）

## 脚本・演出
NPO法人「善の快」
- 瞼の母（2008年）
- ご存知！一心太助（2009・2016年）
- 五代目の恋（2011年）
- お祭り提灯（2015年）

葉衣企画
- 大つごもり（2016・2017年）
- にごりえ（2018年）
- 「闇桜」「たけくらべ」「十三夜」「にごりえ」（2019年）

西東京市こもれびホール青少年ミュージカルワークショップ

## その他
- 伊藤真澄 アルバム「harmonies of heaven」 M12 「夜の日時計」作詞（1993年）